# Freja Beha Erichsen
Freja Beha Erichsen (ur. 18 października 1987 w Roskilde) – duńska supermodelka, obecnie mieszka w Nowym Jorku.
Freja Beha Erichsen zadebiutowała w modelingu w 2005 roku. Pojawiła się na wybiegach projektantów i domów mody, m.in.: Chanel, Valentino, Balmain, Gucci, Burberry, Prada, Christian Lacroix, Miu Miu, Louis Vuitton czy Sonia Rykiel.
Uczestniczyła w kampaniach reklamowych marek, takich jak: Jil Sander, Hugo Boss AG, H&M, Ck by Calvin Klein, Gianfranco Ferré, Emporio Armani i Karl Lagerfeld. Jest jedną z twarzy zapachu Gucci by Gucci obok Natashy Poly i Raquel Zimmermann, wystąpiła w reklamie telewizyjnej w reżyserii Davida Lyncha. Była również twarzą zapachu Calvina Kleina IN2U. W 2011 roku reklamowała zapach Valentina by Valentino. 
Wystąpiła na okładkach magazynów: Vogue i Harper’s Bazaar. W lipcu 2011 roku znalazła się na liście Top 50 Models Women models.com, gdzie uplasowała się na 2. miejscu wraz z Natashą Poly. 